# Michał Winiarski
Michał Winiarski (Bydgoszcz, Polonia; 28 de septiembre de 1983) es un jugador profesional de voleibol polaco, jugador de la  selección polaca y del Skra Bełchatów.

## Trayectoria
Empieza a jugar con 17 años en el Bydgoszcz y en 2002 ficha por el AZS Częstochowa quedándose por tres temporadas; en la temporada 2005/2006 se marcha al Skra Bełchatów ganando sus primeros títulos, campeonato polaco y Copa de Polonia.
El año siguiente mueve a Italia fichando por el Trentino Volley y consiguiendo ganar en las tres temporadas disputadas el  Campeonato de Italia 2007/2008 y la  Champions League 2008/2009, los primeros títulos en la historia del club.
En verano 2009 regresa a Polonia nuovamente en el Skra Bełchatów ganando otros dos campeonatos, copas de Polonia y la Supercopa polaca de 2012. En la temporada 2013/2014 ficha por el Fakel Novyj Urengoj ruso donde juega solamente una temporada antes de regresar en el Skra Bełchatów.
El 21 de septiembre de 2014 gana el Campeonato Mundial con la  Selección de voleibol de Polonia derrotando por 3-1 a Brasil: el propio Winiarski levanta la copa como capitán.

## Palmarés

### Clubes
- Campeonato de Polonia (3) : 2005/2006, 2009/2010, 2010/2011
- Copa de Polonia (3) : 2005/2006, 2010/2011, 2011/2012
- Supercopa de Polonia (2) : 2012, 204
- Campeonato de Italia (1) : 2007/2008
- Champions League (1):  2008/2009